# Delikatesy

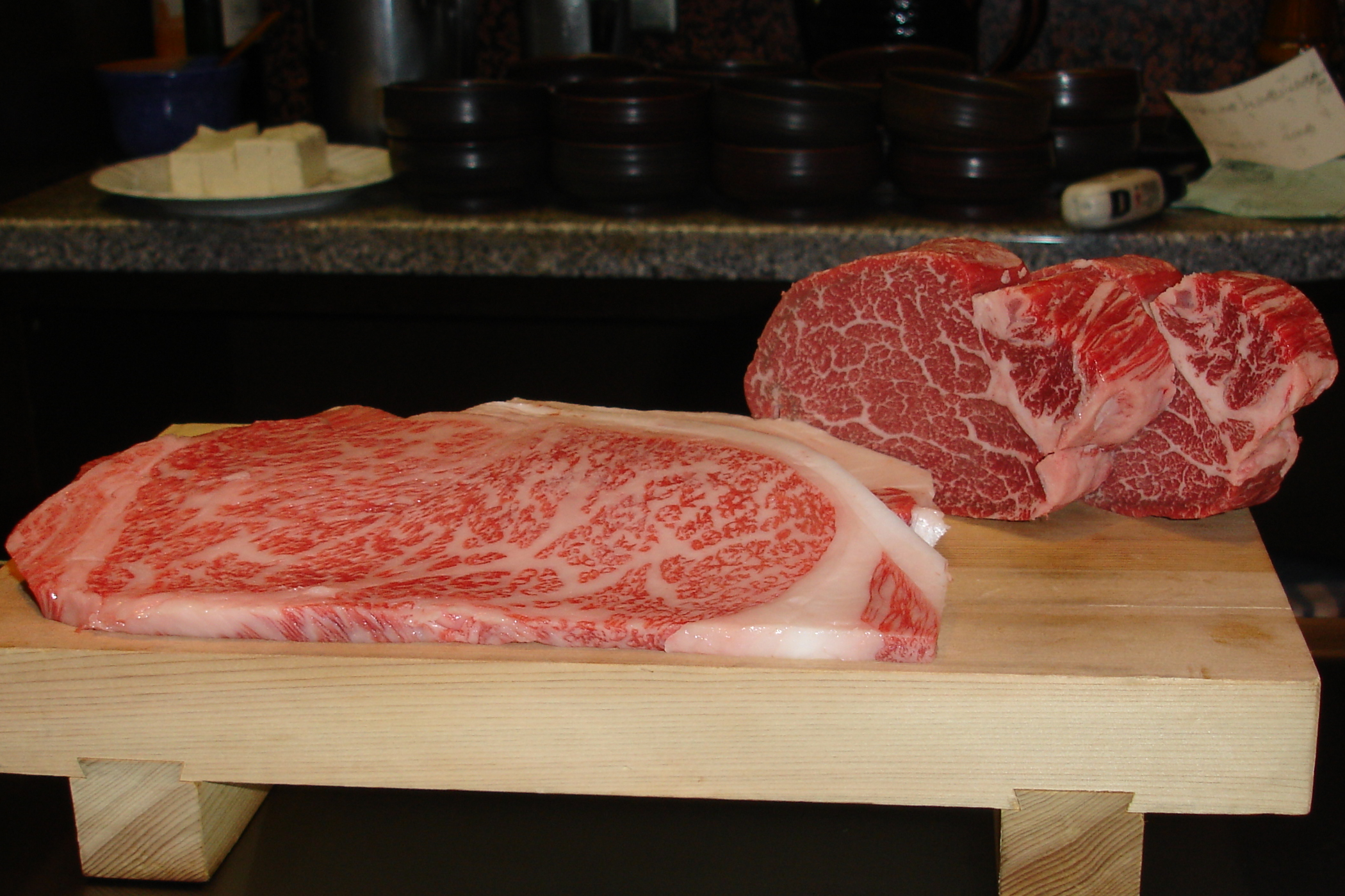
Uważane za delikates mięso z krów kobe

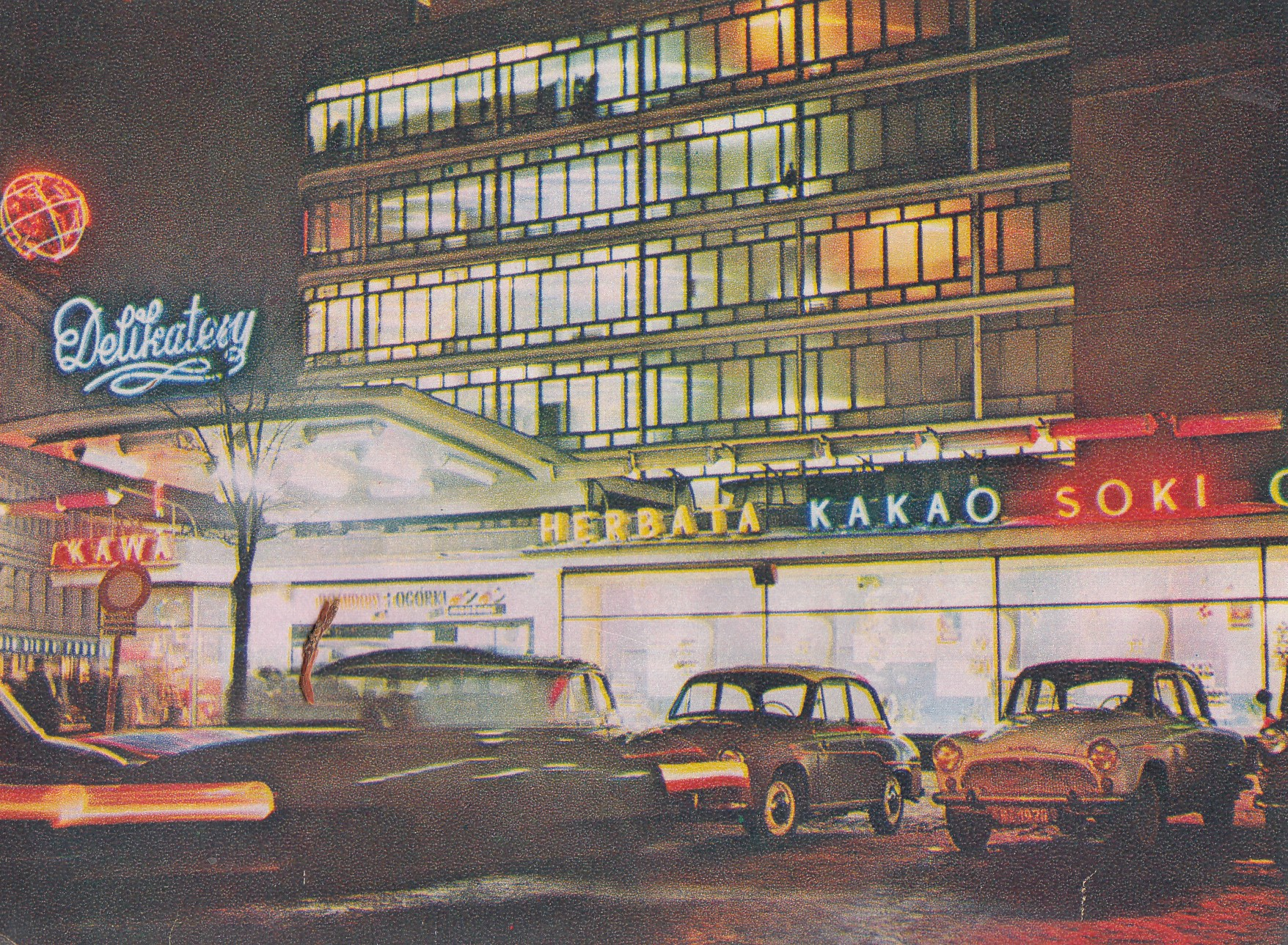
Delikatesy przy ul. Brackiej w Warszawie

Delikatesy (z fr. délicatesse lub niem. Delikatesse) – wykwintne, niecodzienne, wyszukane artykuły spożywcze, dawniej często sprowadzane z kolonii. Niektóre występują tylko lokalnie, na przykład fugu w Japonii lub escamoles w Meksyku. Słowo to ma kilka synonimów, o takim samym lub zbliżonym znaczeniu: specjały, frykasy, delicje, rarytasy, przysmaki, smakołyki.
Delikatesami nazywa się także sklepy z takimi towarami.